# Paul Arnoldussen
Paul Arnoldussen (1949) is een Nederlandse schrijver en journalist. Vanaf december 1981 tot mei 2014 werkte hij bij dagblad Het Parool, daarvoor van 1975 tot 1978 bij uitgeverij Sjaloom. Van 1971 tot 1973 was hij leerling-journalist bij de Volkskrant. 
Hij is een van de oprichters van de tweewekelijks verschijnende - papieren - opiniekrant Argus, waarvan het eerste nummer op 7 maart 2017 verscheen. Met Rudie Kagie, een andere initiatiefnemer, vormt hij de hoofdredactie. 
Hij schreef onder meer Amsterdam 1928, over de Olympische Spelen van dat jaar, en verzorgde de bundel Stadsgezichten, honderd grote Amsterdammers uit de twintigste eeuw (1999). Hij is samensteller van de serie Bibliotheek van Amsterdamse herinneringen. Die van hiernaast en van de overkant, Engelse drop, straf en beesten in Europa is een kinderboek van hem, Marja Baeten en Joep Bertrams.
Samen met zanger/schrijver Rick de Leeuw (voorheen Tröckener Kecks) en Saskia Aukema, redactrice van het blad Onze Taal, vormt Arnoldussen de jury van de wedstrijd om het mooiste Amsterdamse woord.